# Parkinsonia microphylla
Parkinsonia microphylla є видом квіткових рослин з родини бобових. Він походить з південного заходу Сполучених Штатів у південно-східній Каліфорнії та південній Аризоні; і на північному заході Мексики в штатах Сіналоа, Сонора і Нижня Каліфорнія. Рослина в основному зустрічається на схилах і є одним із найпоширеніших дерев пустелі Сонора.

## Морфологічний опис

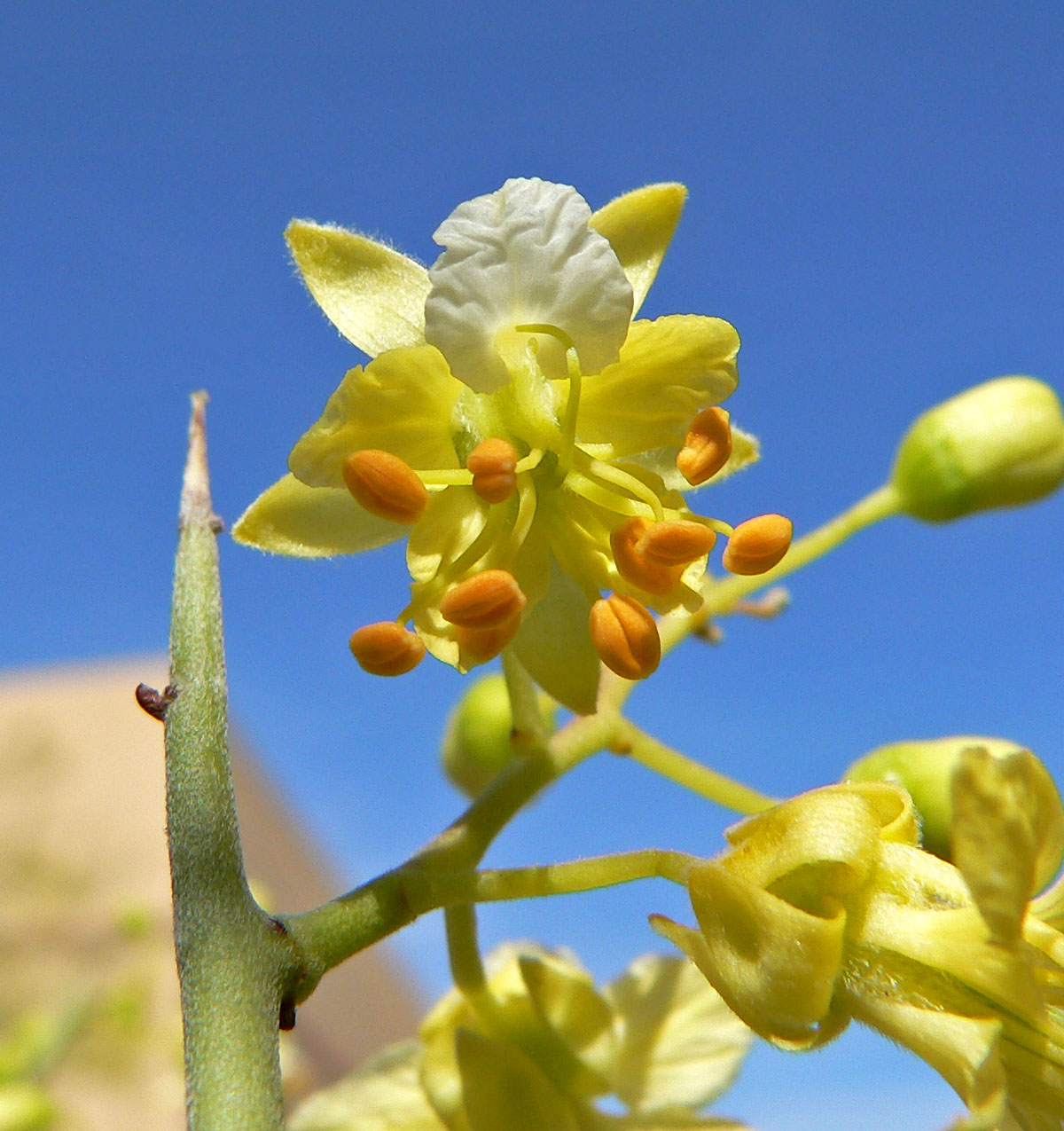
Квітка

Parkinsonia microphylla — колюче дерево з вертикальними розгалуженнями. Вид повільно зростає, іноді живе кілька сотень років. Зазвичай досягає у висоту ≈ 5 метрів, хоча рідко може досягати 6–7 метрів. Листки жовтувато-зелені, і в дуже сухі та жаркі періоди дерево скидає їх. Вид має властивість здійснювати фотосинтез у своїй корі (звідси зелений колір), і саме це дозволяє йому виживати без листя в спекотні періоди.
Квітки розташовані на кінці гілки, дрібні, блідо-жовті, з'являються пізньої весни. Дерево може не цвісти щороку, залежно від кількості опадів. Якщо випадає достатня кількість опадів, насіння також з'являться в м'яких стручках завдовжки 4–8 см. Дозрівають вони в липні, прилипають до гілок. Сіянці дуже чутливі до посухи перші два-три місяці свого життя; лише близько 1,6 % виживають після проростання.

## Екологія
Це медоносна рослина, а її гілочки об'їдають дикі тварини, як-от заєць. У часи дефіциту його може згризти худоба. Гризуни часто переносять і зберігають насіння під землею, де деякі з них проростуть після сезону дощів.

## Використання
Люди Сері, індіанська група північно-західної Мексики перемелюють насіння на борошно, варять зелені стручки з м'ясом і їдять солодке зелене насіння, а також квіти. Насіння також нанизують для виготовлення прикрас.
Parkinsonia microphylla культивується як декоративне дерево для використання в ксерискапічних і місцевих садах. Використовується також як невелике деревце в паркінгах комерційних забудов.